# 马慕镇
马慕镇（全称阿尔慕达菲比拉莎镇，简称“AMBS”）是马来西亚登嘉楼州龙运县的一个小镇，位于龙运县内陆，距离登嘉楼州首府瓜拉登嘉楼约有100公里。

## 简史
该镇在开发前称为“榴梿马士”（Durian Mas），周围被森林环绕。1976年登嘉楼中区发展局（KETENGAH）开始在此处建立一个新城镇，随后在1983年时更名至时任登嘉楼苏丹苏丹马慕的后名，即为“马慕镇”名称的由来。

## 基建
马慕镇设有一间乡区转型中心（RTC），于2014年尾开放。该中心集各类政府部门办事处一体，并且还有巴刹和其他便利设施。而登嘉楼中区发展局的总部也设立于此。此区拥有二间小学和一间中学，并分别以旧名榴梿马士命名。马慕镇最靠近的主干道路为联邦14号公路，该条路途经登嘉楼内陆地区，并在这里设有公路服务区。

## 政治
马慕镇属于龙运国会议席，该议席在马来西亚下议院的代表为来自伊斯兰党的旺哈山。
同时，马慕镇属于铁山州议席，该议席在登嘉楼州议会的代表为来自国阵巫统的罗斯里达勿。